# Franz Fehrenbach
Franz Fehrenbach (Kenzingen, 1 de julho de 1949) é um empresário alemão. É diretor da Robert Bosch GmbH.
Estudou engenharia industrial na Universidade de Karlsruhe e entrou para a Robert Bosch GmbH em 1975. Em 1988 foi transferido para os Estados Unidos, mas retornou para a Alemanha em 1989. In 1990 Fehrenbach tornou-se vice-CEO da corporação. Em 2003 tornou-se presidente da Robert Bosch GmbH, sucedendo Hermann Scholl.